# Cercul militar Constanța
Cercul militar Constanța este un monument istoric aflat pe teritoriul municipiului Constanța.